# فرماندهی نیروی هوایی تانزانیا
فرماندهی نیروی هوایی تانزانیا (Kamandi ya Jeshi la Anga) یکی از شاخه خدمات رزم هوایی نیروی دفاعی مردم تانزانیا (TPDF) است. فرمانده فعلی فرماندهی نیروی هوایی تانزانیا سرلشکر شابان مانی است که در سال ۲۰۲۱ به جای سرلشکر اینگرام که در آن سال بازنشسته شد، منصوب گردید.

## تاریخچه
فرماندهی نیروی هوایی تانزانیا به عنوان «شاخه هوایی» از فرماندهی دفاع هوایی نیروی دفاعی مردم تانزانیا (TPDF) در سال ۱۹۶۵ تأسیس شد. این شاخه مستقل، هدفش حمایت از نیروهای زمینی TPDF و تضمین ارتباطات هوایی بین دولت و مناطق دورافتاده کشور بود.
فرماندهی دفاع هوایی تانزانیا در طول نبرد هوایی جنگ اوگاندا-تانزانیا (۱۹۷۸–۷۹) موفق به شکست نیروی هوایی ارتش اوگاندا شد که به‌طور ظاهری قوی‌تر بود.
تعدادی از هواپیماهای حمل و نقل نیروی هوایی تانزانیا هنوز در حال خدمت هستند. با این حال، گزارش شده است که هواپیماهای شنیانگ اف-۵ و چنگدو اف-۷ تنها در مواقع نادر به دلیل مشکلات مربوط به قابلیت پرواز، پرواز می‌کنند. سواحل طولانی تانزانیا به این معنی است که هواپیماهای حمل و نقل نیز برای پروازهای گشت زنی استفاده می‌شوند.
در سال ۱۹۸۰، سفارشی برای ۱۰ فروند F-7B و دو فروند TF-7 به چین داده شد و در سال ۱۹۹۷ نیز دو فروند F-7N از ایران خریداری شد، به همراه چهار فروند هواپیمای حمل و نقل از نیروی هوایی عراق که نوع آن‌ها نامشخص است. امروزه، هیچ‌یک از MiG-21های تأمین شده توسط روسیه در خدمت TPDF/AW باقی نمانده و تنها سه یا چهار فروند F-7 عملیاتی باقی مانده‌اند. MiG-21MFهای TPDF/AW اکنون تأیید شده‌اند که شماره‌های سریالی - به رنگ سیاه یا سبز - زیر کابین خلبان داشته‌اند، اما جزئیاتی در مورد این شماره‌ها در دسترس نیست.
در ۱۴ نوامبر ۲۰۱۳، هلموئد-رومر هایتمن برای هفته‌نامه دفاعی جینز گزارش داد که یک منبع «معمولاً قابل اعتماد» به Jane's اطلاع داده است که TPDF تعداد ۱۲ جنگنده قدیمی CAC J-7 خود را با ۱۴ جنگنده جدید J-7، شامل دوازده فروند تک‌نفره و دو فروند دو نفره، جایگزین کرده است. تحویل‌ها در سال ۲۰۱۱ تکمیل شد. هایتمن همچنین گزارش داد که این هواپیماها در پایگاه‌های هوایی دارالسلام و موانزا به‌طور کامل در شرایط عملیاتی هستند.
برآوردهای اخیر (۲۰۱۴) نشان می‌دهد که فرماندهی نیروی هوایی تانزانیا ۳۲ هواپیما در سه نوع مختلف را در اختیار دارد. برآورد می‌شود که آن‌ها ۱۴ جنگنده، ۱۱ هواپیمای تهاجمی بال ثابت و ۷ هواپیمای حمل و نقل را در اختیار دارند. در تاریخ ۱ اکتبر ۲۰۱۵، یک جت آموزشی K-8 از نیروی هوایی تانزانیا به دریا سقوط کرد و هر دو خلبان ان کشته شدند.

## هواپیما

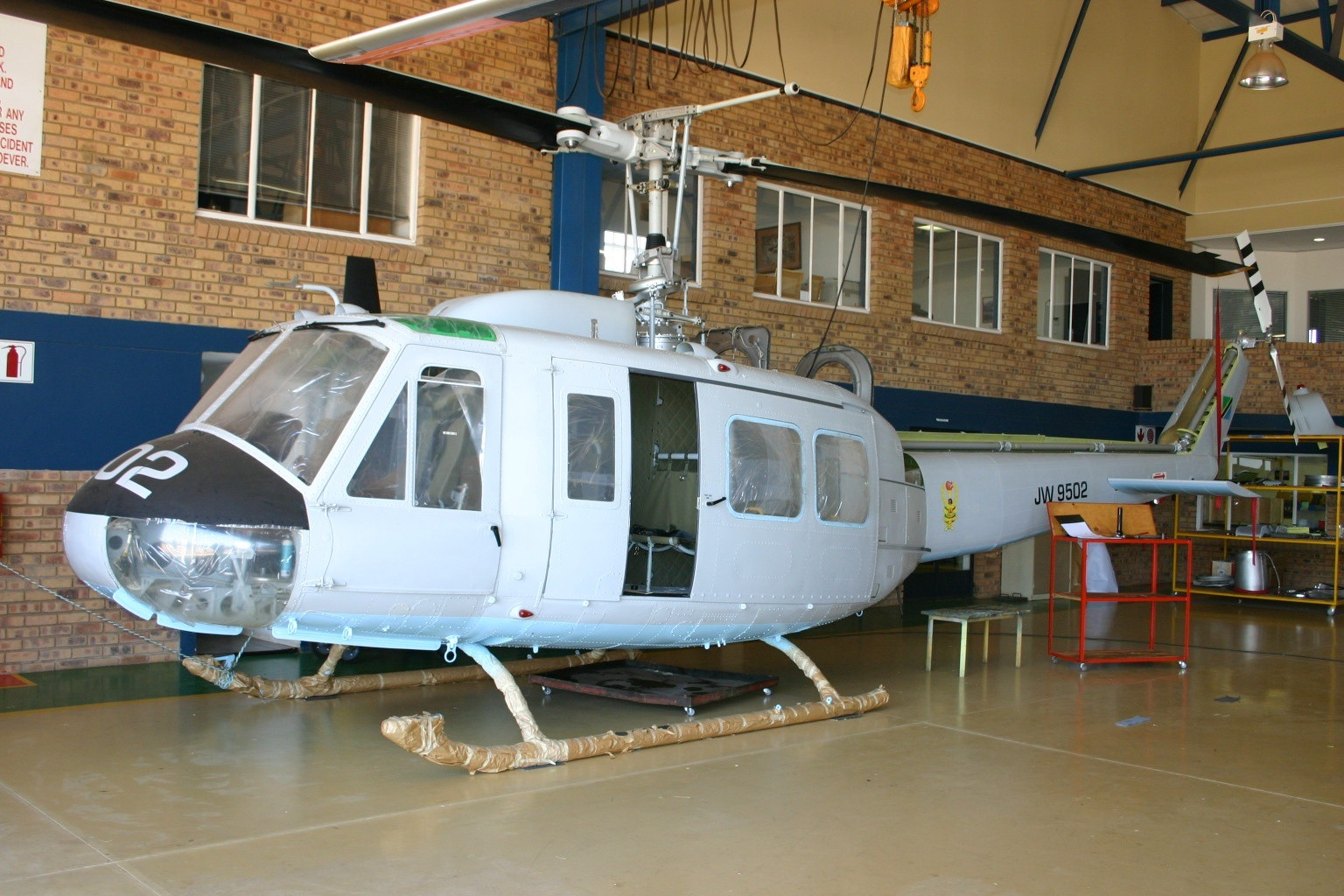
یک فروند بل ۲۰۵ متعلق به فرماندهی نیروی هوایی تانزانیا

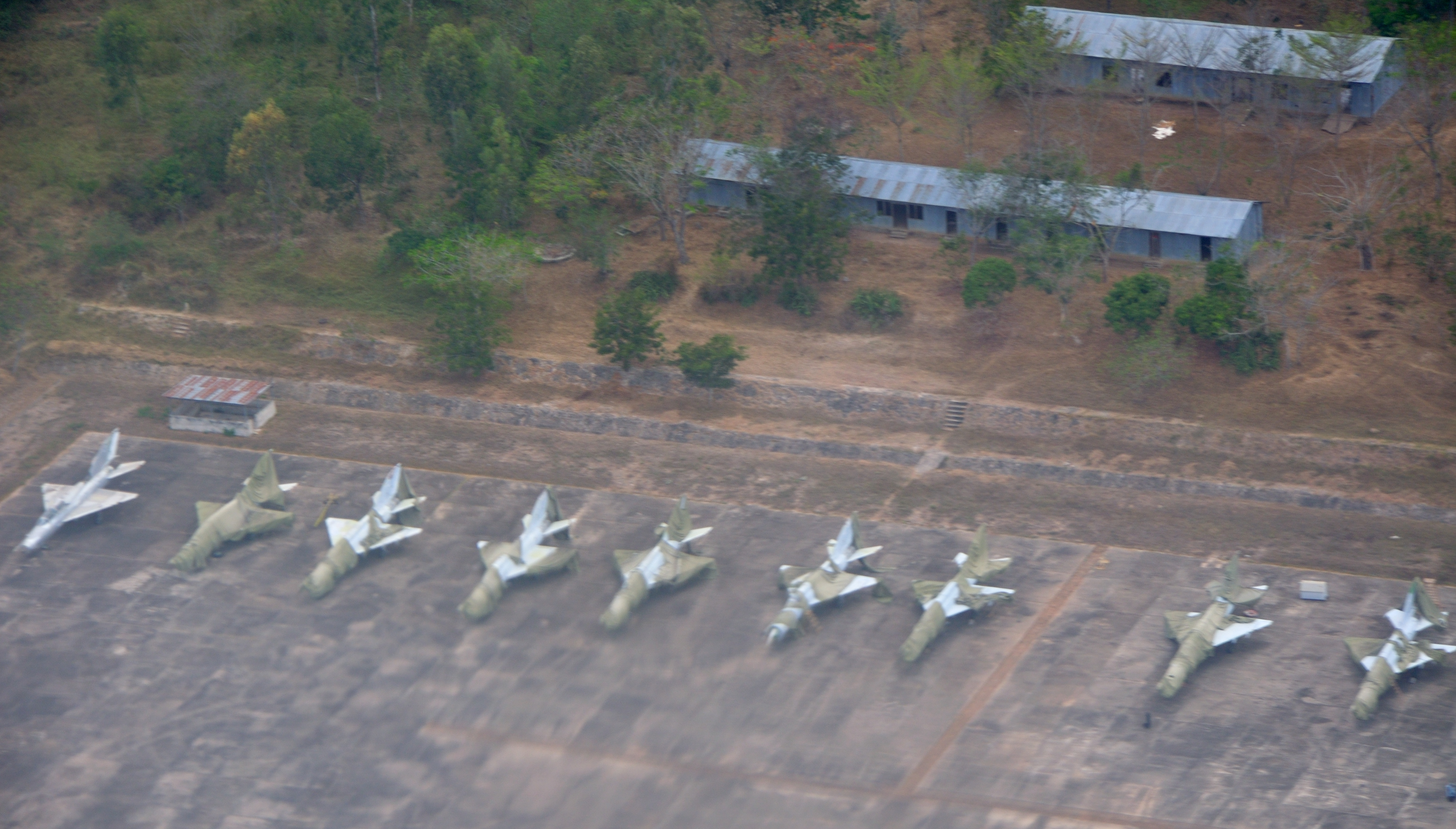
یک سری از جنگنده‌های اف-۷ تانزانیا.

| هواپیما               | اصل                         | نوع             | متغیر           | در خدمت         | یادداشت‌ها        |                 |
| هواپیماهای جنگی       | هواپیماهای جنگی             | هواپیماهای جنگی | هواپیماهای جنگی | هواپیماهای جنگی | هواپیماهای جنگی  | هواپیماهای جنگی |
| --------------------- | --------------------------- | --------------- | --------------- | --------------- | ---------------- | --------------- |
| چنگدو F-7             | چین                         | جنگنده          |                 | 11              | مجوز ساخت میگ-۲۱ |                 |
| شنهانگ ج-۶            | چین                         | جنگنده          | F-6             | 3               |                  |                 |
| حمل و نقل             |                             |                 |                 |                 |                  |                 |
| سیسنا ۴۰۲             | ایالات متحده                | حمل و نقل       |                 | 1               |                  |                 |
| شانشی Y-8             | چین                         | حمل و نقل       |                 | 2               |                  |                 |
| هاربین Y-12           | چین                         | حمل و نقل       |                 | 2               |                  |                 |
| آنتونوف آن ۲۸         | لهستان / اتحاد جماهیر شوروی | حمل و نقل       |                 | 1               |                  |                 |
| آلینیا C-27J اسپارتان | ایتالیا                     | حمل و نقل       |                 | ۱ نجات یافت     | ۱ در دستور       |                 |
| هلیکوپتر              |                             |                 |                 |                 |                  |                 |
| زنگ ۴۱۲               | ایالات متحده                | استفاده         |                 | 2               |                  |                 |
| ایرباس H155           | فرانسه                      | استفاده         |                 | 2               |                  |                 |
| ایرباس H225M          | فرانسه                      | استفاده         |                 | 2               |                  |                 |
| ایربس H215M           | فرانسه                      | استفاده         |                 | ۱               | ۱ در دستور       |                 |
| ایرباس H125M          | فرانسه                      | استفاده         |                 | ۲               | ۱ در دستور       |                 |
| هواپیماهای آموزشی     |                             |                 |                 |                 |                  |                 |
| هانگدو JL-8           | چین                         | آموزش جت        | K-8             | 5               |                  |                 |
| چنگدو J-7             | چین                         | مربی تبدیل      | FT-7            | 2               |                  |                 |
| شنهانگ ج-۶            | چین                         | مربی تبدیل      | FT-6            | 1               |                  |                 |

### پایگاه‌ها
- پایگاه هوایی اوکونگا، دارالسلام
- پایگاه هوایی موانزا، موانزا
- پایگاه نیروی هوایی نگرنگره، موروگرو

## افسر فرمانده
| نام (زایمان و مرگ) (birth–death)    | مدت زمان کار  | مدت زمان کار   | مدت زمان کار   |
| نام (زایمان و مرگ) (birth–death)    | انتصاب        | کناره‌گیری      | مدت زمان       |
| ----------------------------------- | ------------- | -------------- | -------------- |
| ژنرال برگهاد رابرت مبوما            | ۱۵ فوریه ۱۹۸۲ | ۲۸ مارس ۱۹۹۴   | ۱۲ سال، ۴۱ روز |
| ژنرال جنرال Jumanne Omari Mwakitosi | ۲۹ مارس ۱۹۹۴  | ۱ ژوئیه ۲۰۰۳   | ۸ سال، ۱۰۰ روز |
| ژنرال جیفری دال                     | ۱ ژوئیه ۲۰۰۳  | ۲۵ آوریل ۲۰۰۵  | ۱ سال، ۲۹۸ روز |
| ژنرال چارلز ماکالا                  | ۲ ژوئیه ۲۰۰۵  | ۱۶ اکتبر ۲۰۰۷  | ۲ سال، ۱۷۴ روز |
| ژنرال فستو اولومی                   | ۱۷ اکتبر ۲۰۰۷ | ۱۹ مارس ۲۰۱۲   | ۴ سال، ۱۵۴ روز |
| ژنرال جوزف کاپوانی                  | ۲۰ مارس ۲۰۱۲  | ۳۱ ژانویه ۲۰۱۶ | ۳ سال، ۳۱۷ روز |
| ژنرال برجادی جورج اینگرام           | ۱ فوریه ۲۰۱۶  | ۲۲ اوت ۲۰۱۶    | ۲۰۳ روز        |
| ژنرال شبانی مانی                    | ۲۳ اوت ۲۰۱۶   | در حال اجرا    | ۸ سال، ۲۷۶ روز |